# Oscar Velasco
Oscar Eduardo Velasco Torijano (nació el 3 de julio de 1985 en Cali) es un futbolista colombiano nacionalizado argentino. Juega de delantero y su club actual es el Deportivo Riestra de la Primera Nacional.

## Trayectoria

### Inicios
Comenzó su carrera en Colombia en la escuela de fútbol del Boca Juniors de Cali, de allí ingresó en el año 2002 a la plantilla profesional del América de Cali donde tan solo estuvo como suplente en un partido de Liga frente al Envigado FC sin lograr debutar ni volver a ser convocado.

### Debut y Profesionalismo
Siguió en Argentina en 2003 jugando para Ferro donde allí debutá como jugador profesional disputando 8 partidos para el club esta hasta 2004. En 2005 regresó a Colombia para jugar en la segunda división con el Pumas de Casanare; Donde no le va del todo bien y queda sin club 6 meses después de haber culminado su contrato.
En 2007 se fue a Uruguay para jugar en el Nacional donde solo juega un partidos frente al Fenix FC.
En el año 2008 se fue a Trinidad y Tobago, en donde jugó para el W Connection anotando 14 goles a lo largo de la temporada que estuvo allí además logró levantar un título de Copa.
En 2010 regresó a la Argentina, para transformarse en el refuerzo del Argentino de Merlo. Jugó para el club hasta 2011. En ese año pasó a Flandria. En 2012 se pasó al JJ Urquiza.
En ese año regresó al Argentino de Merlo, en donde jugó hasta 2013. Luego de un fugaz paso por San Telmo durante 2014, en 2015 se pasó a Deportivo Riestra donde se mantuvo hasta 2018.
El 25 de enero de 2019 jugó su primer partido con su nuevo club, el San Miguel ante All Boys con un empate a uno como resultado final.

## Selección Colombia
Fue convocado por los entrenadores José Helmer Silva y Eduardo Lara para la Selección de fútbol de Colombia que en el 2004 participó en el Torneo Esperanzas de Toulón de Francia. Allí compartió plantel con notables jugadores como: Freddy Guarin, Cristian Zapata, Radamel Falcao García, Hugo Rodallega, Dayro Moreno, Bambino Otálvaro, Phil Jackson Ibargüen entre otros.

## Clubes
| Club               | País              | Año       |
| ------------------ | ----------------- | --------- |
| Ferro              | Argentina         | 2003-2004 |
| Al-Jazira          | EAU               | 2004-2005 |
| Pumas de Casanare  | Colombia          | 2005-2006 |
| Nacional           | Uruguay           | 2007      |
| W Connection       | Trinidad y Tobago | 2008-2009 |
| Argentino de Merlo | Argentina         | 2010-2011 |
| Flandria           | Argentina         | 2011      |
| J. J. de Urquiza   | Argentina         | 2012      |
| Argentino de Merlo | Argentina         | 2012-2013 |
| San Telmo          | Argentina         | 2014      |
| Deportivo Riestra  | Argentina         | 2015-2018 |
| San Miguel         | Argentina         | 2019      |
| Deportivo Riestra  | Argentina         | 2019-2020 |
| Midland            | Argentina         | 2020      |